# Anatolij Koňkov
Anatolij Koňkov (ukrajinsky Анатолій Коньков; 19. září 1949, Chrustalnyj – 4. října 2024) byl ukrajinský fotbalista, záložník, který reprezentoval Sovětský svaz. S jeho reprezentací získal stříbrnou medaili na mistrovství Evropy v roce 1972. Zúčastnil se také olympiády v Montrealu roku 1976, odkud si přivezl bronzovou medaili. Za národní tým nastupoval v letech 1971–1978 a odehrál za něj 47 utkání, v nichž vstřelil 8 branek. Hrál nejprve za tehdy třetiligový Avanhard Kramatorsk (1965–1967), nejvyšší sovětskou soutěž pak hrál za Šachťar Doněck (1968–1974) a Dynamo Kyjev (1975–1981). S Kyjevem vyhrál Pohár vítězů pohárů 1975 a ve stejném roce i Superpohár UEFA. Slavil s ním rovněž čtyři tituly mistra Sovětského svazu (1975, 1977, 1980, 1981). Po skončení hráčské kariéry se stal trenérem. Vedl mj. ukrajinskou jednadvacítku (1994) a ukrajinskou reprezentaci (1995). V letech 2012–2015 byl prezidentem Ukrajinské fotbalové federace.